# John Blake Dillon
John Blake Dillon (Ballaghaderreen, 5 de maio de 1814 – 15 de setembro de 1866) foi um escritor e nacionalista irlandês, um dos fundadores do movimento Jovem Irlanda.
Em 1847, William Smith O'Brien, o líder do partido Jovem Irlanda, tornou-se um dos fundadores da Confederação Irlandesa, e fez campanha para abandonar o Ato de União de 1800, e clamava pelo fim das exportações de grãos e o encerro dos portos. No ano seguinte ele organizou uma resistência de trabalhadores sem terra no Condado de Tipperary contra os proprietários de terras e seus agentes.
Entre 23 e 29 de julho de 1848, O'Brien, Meagher e Dillon apelaram à revolta à medida que viajavam entre os condados de Wexford, Kilkenny e Tipperary. A última grande reunião dos líderes da Jovem Irlanda ocorreu em 28 de julho. No dia seguinte, O'Brien estava no local onde havia barricadas, chamado "The Commons", tentando evitar a prisão. Refugiando-se numa casa e fazendo alguns reféns, O'Brien ver-se-ia obrigado a falar com a polícia através de uma janela, O'Brien afirmaria "Somos todos Irlandeses. Deixei as armas e serão livres". No entanto, alguma coisa ocorreu e degenerou em tiroteio, registando-se vários feridos. Vários líderes revoltosos foram acusados e condenados por sedição, o que implicava a pena de morte. As suas sentenças foram depois comutadas por um desterro na Terra de Van Diemen (Tasmânia), onde foram separados por várias colónias penais. Meagher e John Mitchel conseguiriam escapar e emigraram para os Estados Unidos na década de 1850.